# Улица Вагифа Мустафазаде
Улица Вагифа Мустафазаде (азерб. Vagif Mustafazadə küçəsi) — улица в Баку, в историческом районе Ичери-шехер (Старый город), от улицы Асафа Зейналлы.

## История
Названа в честь азербайджанского советского композитора Вагифа Мустафазаде (1940—1979), жившего на улице в д. 4

## Достопримечательности
д. 4 — Дом-музей Вагифа Мустафазаде (1865, памятник архитектуры местного значения)